# Nr. 24 (película)
Nr. 24 es una película biográfica noruega de ficción de 2024 sobre el combatiente de la resistencia noruega Gunnar Sønsteby. La película está dirigida por John Andreas Andersen y producida por Motion Blur. Dramatiza varias de las acciones de sabotaje y ejecuciones realizadas por el Grupo de Oslo durante la Segunda Guerra Mundial, y tiene como historia enmarcada a un Sønsteby anciano que da una charla a estudiantes en Rjukan, donde cuenta los hechos en los que participó durante la guerra.
La película sigue a Sønsteby desde la campaña de 1940 hasta el final de la Segunda Guerra Mundial. Sjur Vatne Brean interpreta al joven Sønsteby durante la guerra, mientras que Erik Hivju interpreta la versión mayor del héroe de guerra.
El guion original fue escrito como especulativo por el escritor debutante Espen von Ibenfeldt y luego fue adquirido por Motion Blur. La película se estrenó el 30 de octubre, con premieres especiales en Flekkefjord el 22 de octubre, Oslo el 23 de octubre y Rjukan el 24 de octubre de 2024. El título de la película es el mismo que el alias más conocido de Gunnar Sønsteby.
Las críticas fueron generalmente muy buenas, con en su mayoría puntuaciones de cinco en dados.
Nr. 24 fue vista por 266 000 personas en cines en Noruega en 2024, siendo así la película noruega más vista del año. Estuvo disponible en la plataforma de streaming Netflix a partir de 2025, donde se convirtió en la película más vista en Noruega durante sus semanas de estreno.

## Reparto
| Actor/Actriz                  | Personaje                            |
| ----------------------------- | ------------------------------------ |
| Sjur Vatne Brean              | Gunnar Sønsteby                      |
| Erik Hivju                    | Gunnar Sønsteby como jubilado        |
| Lisa Loven Kongsli            | Gudrun Collett                       |
| Magnus Dugdale                | Andreas Aubert                       |
| Benjamin Myhre                | Max Manus                            |
| Philip Helgar                 | Edvard Tallaksen                     |
| Ulrik William Græsli          | Gregers Gram                         |
| Jørgen Cleve Broch            | Knut Haugland                        |
| Ines Høysæter Asserson        | Reidun Andersen                      |
| Per Kjerstad                  | General de policía Karl Marthinsen   |
| Jakob Maanum Trulsen          | Karl Erling Øhrn Solheim             |
| August Wittgenstein           | Inspector criminal Siegfried Fehmer  |
| Erik Madsen                   | Secretario criminal Erwin Karl Morio |
| Lars Berge                    | Oscar Beck                           |
| William Gundersen             | Arne Gundeid                         |
| Kristian Halken               | Rey Haakon VII                       |
| Petter Width Kristiansen      | Príncipe heredero Olav               |
| Mark Noble                    | John Skinner Wilson                  |
| Martin Karelius Østensen      | Philip Hansteen                      |
| Pål Christian Eggen           | Hans Konrad Andersen                 |
| Cato Skimten Storengen        | Petter Ringen Johannesen             |
| Flo Fagerli                   | Anne Solheim                         |
| Morten Rudå                   | Sverre Hornbæch                      |
| Tobias Aksdal                 | Halvor Rivrud                        |
| Benjamin Noble                | Daniel Ring                          |
| Jacob Jensen                  | Jens Christian Hauge                 |
| Sigurd Solheim                | Henrik Hop                           |
| Svein Sturla Hungnes          | Einar Forfang                        |
| Mads Henning Jørgensen        | Gustav Sønsteby                      |
| Tiril Pharo                   | Margit Lien                          |
| Lars Jørgensen                | Birger Rasmussen                     |
| Jacob Nasseri                 | Arthur Pevik                         |
| Espen Petrus Andersen Lervaag | Vidkun Quisling                      |
| Lukas Petrauskas              | Coronel de policía Gunnar Lindvig    |
| Joakim Wagner-Larsen          | Olav Selvaag                         |
| Aidas Asmonas                 | Per Solnørdal                        |